# Copa de Honor MCBA 1909
La Copa de Honor MCBA 1909 fue la quinta edición de esta competencia organizada por la Argentine Football Association.
En esta edición participaron 7 de los 10 equipos de la Primera División y 4 equipos de la Liga Rosarina.
Se consagró campeón por primera vez San Isidro, quien venció en la final a Estudiantes por 8 a 1, accediendo a la disputa de la Copa de Honor Cusenier frente al campeón de la Copa de Honor uruguaya.

## Sistema de disputa
Se jugó por eliminación directa a un solo partido. En caso de empate, se jugaba tiempo extra, y en caso de persistir se desarrollaba un nuevo encuentro donde ejerció de local el equipo que fue visita.

## Equipos participantes
En cursiva los equipos debutantes.
| Equipo                 | Ciudad          |
| ---------------------- | --------------- |
| Argentino de Quilmes   | Quilmes         |
| Estudiantes            | Buenos Aires    |
| Lomas                  | Lomas de Zamora |
| Newell's Old Boys      | Rosario         |
| Porteño                | Buenos Aires    |
| Provincial             | Rosario         |
| Quilmes                | Quilmes         |
| River Plate            | Buenos Aires    |
| Rosario Central        | Rosario         |
| San Isidro             | San Isidro      |
| Tiro Federal Argentino | Rosario         |

## Fase preliminar
| 18 de julio | Porteño | 6:1 | Argentino de Quilmes |  |  |
|             |         |     | Escobar              |  |  |

| 18 de julio | San Isidro | 2:1 | Quilmes |  |  |

| 18 de julio | Estudiantes | 4:2 | Tiro Federal Argentino |  |  |

| 18 de julio | Lomas | 1:1 | Provincial |  |  |

| 18 de julio | Rosario Central    | 2:3 | Newell's Old Boys | Estadio de Villa Sanguinetti, Rosario |  |
|             | H. Hayes · Vázquez |     | M. González       |                                       |  |

### Desempate
| 1 de agosto                                       | Provincial | vs. | Lomas |  |  |
| Lomas no se presentó. Provincial ganó los puntos. |            |     |       |  |  |

## Primera fase
| 29 de agosto | Estudiantes | 3:2 | Newell's Old Boys |  |  |

| 29 de agosto | River Plate | 4:0 (2:0) | Provincial                                                                                      | Cancha de River Plate, Buenos Aires |                        |
|              | Capdeville · Priano · Chiappe · Chagneaud · Morroni · Sayanes · Fernández · Diggs · Rodríguez · Griffero · García · Rodríguez 38' · Changuead 44' · Fernández 58' · Sayanes 68' | Reporte   | Smith Swimbourne Egurazu Fontanarrosa González Sims Hoohes Boado Córdoba Campos Yenkis Clohessy | Árbitro(s): Clydesdale              | Árbitro(s): Clydesdale |

| 29 de agosto | San Isidro | 1:1 | Porteño |  |  |

### Desempate
| 8 de septiembre                  | Porteño | 0:2 | San Isidro |  |  |
| San Isidro clasificó a la final. |         |     |            |  |  |

## Fase final
|  | Semifinales | Semifinales |             |   | Final | Final |  |
|  |             |             |             |   |       |       |  |
|  |             |             |             |   |       |       |  |
|  |             |             |             |   |       |       |  |
|  |             |             |             |   |       |       |  |
|  |             |             |             |   |       |       |  |
|  |             | San Isidro  | 8           |   |       |       |  |
|  |             |             | 8           |   |       |       |  |
|  |             |             | Estudiantes | 1 |       |       |  |
|  | River Plate | 1           | Estudiantes | 1 |       |       |  |
|  | River Plate | 1           |             |   |       |       |  |
|  | Estudiantes | 3           |             |   |       |       |  |
|  | Estudiantes | 3           |             |   |       |       |  |
|  |             |             |             |   |       |       |  |

### Semifinales
| 8 de septiembre | River Plate | 1:3 (1:1) | Estudiantes | Cancha de River Plate, Buenos Aires |                      |
|                 | Capdeville · Gómez · Chiappe · Chagneaud · Morroni · Griffero · Fernández · Diggs · Rodríguez · Sayanes · García · Diggs 38' | Reporte   | Giacomelli · Lennie · Parkinson · Filipini · Longhi · Videla · Luperne · J. Susán · M. Susán · Rossi · Maizteghy · 30', 82' M. Susán · 74' Luperne | Árbitro(s): Campbell                | Árbitro(s): Campbell |

### Final
| 3 de octubre | San Isidro | 8:1 | Estudiantes | Estadio de Gimnasia y Esgrima, Buenos Aires |  |

|                                |
|                                |
| Campeón San Isidro 1.er título |